# Плисов, Александр Моисеевич
Александр Моисеевич Плисов (1818—1874) — русский инженер путей сообщения.

## Биография
Родился в 1818 году; сын Моисея Гордеевича Плисова.
Учился в Институте корпуса инженеров путей сообщения и по экзамену был произведён в 1834 году в прапорщики. 
До 1839 года находился в институте пока не был в чине поручика назначен в Комиссию для ревизии отчётов ведомства путей сообщения. В 1841 году был назначен в распоряжение Санкт-Петербургского военного губернатора для занятий по Комитету городских строений, а через год, в 1842 году, переведён в Главное управление путей сообщения. При преобразовании в 1843 году округов путей сообщения, был назначен состоять при Правлении I округа в числе производителей работ, заведующих работами по городу Санкт-Петербургу. По упразднении в 1852 году трёх городских отделений, он состоял в распоряжении I округа до 1853 года. После годичной работы в Статистическом комитете Главного управления путей сообщения, в августе 1854 года перешёл в III (Вышневолоцкий) округ путей сообщения, где занимал должность начальника IV отделения до начала 1864 года, когда был назначен состоять по Главному управлению. В июне 1865 года он был назначен начальником и производителем работ по улучшению реки Волги между Тверью и Рыбинском. В 1857 году под его руководством была произведена съёмка меженного русла реки, нивелировка продольная и поперечная, промеры профилей или живых сечений и определены скорости течения. На основании этих изысканий был составлен и отпечатан атлас этой части Волги, а начиная с 1857 года была произведена расчистка каменных гряд и по составленному Плисовым проекту выполнено углубление и расширение фарватера, что принесло большое облегчение судоходству. Проектом также предполагалось устройство струенаправляющих плотин, которые предполагалось устроить вдоль подмываемой части берега из гранитной кладки. Производившиеся Плисовым работы были описаны в «Журнале Министерства путей сообщения» (1861—1868). 
При преобразовании Корпуса инженеров путей сообщения в гражданское устройство Плисов был переименован 14 декабря 1867 года из подполковников в статские советники. В феврале 1870 года он был командирован на два месяца за границу для осмотра гидротехнических работ, производящихся или уже произведённых на различных судоходных реках и преимущественно в устьях рек, для получения сведений, которые могли быть полезны и применены для работ по устройству судоходного пути по Волге от Астрахани до Каспийского моря. 
28 марта 1871 года он был произведён в действительные статские советники, в начале 1874 года вышел в отставку. Был награждён орденами Св. Станислава 2-й степени с императорской короной (1866), Св. Анны 2-й степени (1868), Св. Владимира 3-й степени (1872). Был женат (с 12.06.1842) на Евдокии Васильевне Воейковой. 
Умер 30 апреля (12 мая) 1874 года в Санкт-Петербурге. Похоронен на Смоленском православном кладбище. 